# Bent Illum
Bent Mynster Illum (født 1. december 1944), sløjdlærer, cand.pæd. & Ph.D. i sløjd, ansat som sløjdlærer (lektor) på Dansk Sløjdlærerskole og efter pensionsalderen fortsat som timelærer.
- 1963 husflidslærer
- 1965 sløjdlærereksamen fra Dansk Sløjdlærerskole
- 1968 lærereksamen fra Jonstrup Seminarium
- 1968-1996 lærer på Kildemarkskolen og senere samtidig Herlufsholm Skole i Næstved
- 1972-1996 timelærer i sløjd på Herlufsholm; fra 1987 overlærer og sovesalslærer.
- 1972-1996 timelærer på Dansk Sløjdlærerskole
- 1994 exam.pæd. i sløjd
- 1996-2010 lektor i sløjd på Dansk Sløjdlærerskole
- 1999 cand.pæd. i sløjd
- 2005 Ph.D. i sløjd

Som sløjdlærer på Herlufsholm udviklede Illum sløjd til et meget omfattende fritidsfag for skolens kostelever. I et brev til rektor begrundede han sit ophør således: »Jeg synes ikke om den måde, du leder Skolen på«.
Bent Illum er især aktiv som trædrejer, og i hjembyen Næstved er man forvænt med hvert år at kunne finde et aftenskolekursus i trædrejning med Illum som instruktør.
På Danmarks Sløjdlærerforenings repræsentantskabsmøde i 2009 blev Bent Illum udnævnt til æresmedlem som anerkendelse og tak for et stort og ihærdigt arbejde for sløjd og for foreningen gennem mange år.
Bent Illum har skrevet artikler i tidsskriftet "Sløjd" og bøger inden for natur/teknik, vikingetid og middelalder og værkstedsordning ("Hvad et værksted kan bruges til, værkstedsordning").

## Afhandlinger
- Kandidatopgave i 1999 (vejledere: Willy Daniel og Mogens Nielsen): Otto Salomons didaktik og æstetik set fra det 21. århundrede af Bent Illum (§3-opgaven).
- Ph.D.-opgave i 2005: Det manuelle håndværksmæssige og læring – processens dialog.